# Kelheim (district)
Districtul Kelheim este un district rural (germană: Landkreis) din regiunea administrativă Bavaria Inferioară, landul Bavaria, Germania.

## Orașe și comune
| orașe 1. Abensberg (12.773) 2. Kelheim (15.677) 3. Mainburg (13.869) 4. Neustadt an der Donau (12.789) 5. Riedenburg (5.744) comune (târg) 1. Bad Abbach (10.891) 2. Essing (1.018) 3. Langquaid (5.119) 4. Painten (2.257) 5. Rohr in Niederbayern (3.336) 6. Siegenburg (3.287) | comune 1. Aiglsbach (1.661) 2. Attenhofen (1.369) 3. Biburg (1.244) 4. Elsendorf (2.028) 5. Hausen (2.041) 6. Herrngiersdorf (1.129) 7. Ihrlerstein (4.321) 8. Kirchdorf (898) 9. Saal an der Donau (5.518) 10. Teugn (1.559) 11. Train (1.762) 12. Volkenschwand (1.623) 13. Wildenberg (1.373) |